# Pietrabbondante
Pietrabbondante – miejscowość i gmina we Włoszech, w regionie Molise, w prowincji Isernia.
Według danych na rok 2004 gminę zamieszkiwało 947 osób, 35,1 os./km².